# The High Road (canción de Three Days Grace)
«The High Road» —en español: «El Buen Camino»— es una canción de la banda canadiense Three Days Grace. Fue lanzado en enero de 2012 como el segundo sencillo de su cuarto álbum  Transit Of Venus. La fecha de lanzamiento se fijó para el 22 de enero de 2013. La banda lanzó una versión con la voz de Matt Walst como presentación del nuevo vocalista temporal. Con este sencillo, contabilizó su novena canción en alcanzar el primer puesto del Mainstream Rock Tracks.

## Video musical
«The High Road» tiene un Video con Letras, este muestra la letra de la canción sobre el blanco rostro de un hombre con capucha negra el cual a lo largo del video está parado en una carretera iluminada en la noche . El video fue subido a la cuenta de VEVO de la banda el 7 de enero de 2013.

## Posicionamiento en listas
| Lista (2013)                            | Mejor posición |
| --------------------------------------- | -------------- |
| Canadá (Hot 100)                        | 69             |
| Estados Unidos (Alternative Songs)      | 24             |
| Estados Unidos (Mainstream Rock Tracks) | 1              |
| Estados Unidos (Rock Songs)             | 32             |

### Sucesión en listas
| Anterior: «Freak Like Me» de Halestorm | Mainstream Rock Tracks — Sencillo Nro 1 27 de abril de 2013 — 4 de mayo de 2013 | Siguiente: «By Crooked Steps» de Soundgarden |